# داروییه
داروییه روستایی در دهستان اسماعیلی بخش اسماعیلی شهرستان جیرفت استان کرمان ایران است.

## جمعیت
بر پایه سرشماری عمومی نفوس و مسکن در سال ۱۳۹۵ جمعیت این مکان ۷۳۶ نفر (۲۰۵خانوار) بوده‌است.